# Christian Glur
Pour les articles homonymes, voir Walter Glur.
Christian Glur, né le 21 octobre 1975 (originaire d'Oftringen), est une personnalité politique suisse, membre de l'UDC.
Il accède au Conseil national en décembre 2024. 

## Biographie
Christian Glur naît le 21 octobre 1975. Il est originaire d'Oftringen, dans le canton d'Argovie. Son père, Walter Glur, est conseiller national UDC de fin 1999 à fin 2011. 
Il exploite depuis 2009 à Glashütten, localité de la commune de Murgenthal, dans le canton d'Argovie, une ferme d'environ 500 têtes de bétail. 
Il est marié à Ramona Amport depuis 2011 et père de deux enfants.

## Parcours politique
Membre de l'UDC, Christian Glur siège depuis le 28 avril 2009 au Grand Conseil du canton d'Argovie. Il démissionne de son mandat de député le jour même de son accession au Conseil national en 2024.
Arrivé en huitième position pour sept élus sur la liste de son parti aux élections fédérales suisses d'octobre 2023 (67 093 suffrages contre 67 952 à Alois Huber), il accède au Conseil national en décembre 2024 à la suite de l'élection de Martina Bircher au Conseil d'État du canton d'Argovie.